# 윤슬기
윤슬기(1993년 2월 26일 ~ )은 대한민국의 쇼핑호스트이자 워너원 출신 윤지성의 여동생이자 현재 모바일 쇼호스트로 활동중이다.